# Супермен: Все звёзды
Супермен: Все звёзды (англ. All-Star Superman ) — ограниченная серия комиксов из двенадцати выпусков с участием Супермена, опубликованная издательством DC Comics в период с января 2006 по октябрь 2008 года. Сценарий серии написал Грант Моррисон, иллюстрировал Фрэнк Куайтли, цифровую растушевку сделала Джейми Грант.
Сюжет комикса рассказывает о последнем годе жизни Супермена. В результате осуществления плана Лекса Лютора, клетки тела Супермена пострадали от массивной дозы солнечной радиации, тем самым был вызван дегенеративный процесс, который приведёт супергероя к смерти через двенадцать месяцев. Неизбежная смерть заставляет Супермена решить важнейшие вопросы его жизни: отношения с Лоис Лейн, возрождение Криптона, вражда с Лексом Лютором.
Серия стала второй в рамках запущенного в 2005 году импринта DC Comics All-Star, последовав за All Star Batman and Robin the Boy Wonder Фрэнка Миллера. Импринт дал возможность писателям рассказывать истории персонажей DC, не будучи ограниченным событиями основной вселенной DC.
В 2015 году комикс был издан в России издательством «Азбука».
Фильм 2025 года — «Супермен», был вдохновлён этой серией комиксов.

## Издание
Серия All-Star Superman состоит из двенадцати выпусков. Первый номер вышел в январе 2006 года, но предварительные заказы были сделаны ещё в ноябре 2005 года и он занял второе место в топ 300 самых продаваемых комиксов за этот месяц, уступив только Infinite Crisis #2. All-Star Superman #2 также был коммерчески успешен и попал на второе место в топ 300 комиксов в январе 2006 года, с результатом 124,328 экземпляров, включавшим предзаказы. Возглавил топ Infinite Crisis #4. Последний выпуск серии был опубликован в октябре 2008 года.

## Награды
| Награды и номинации | Награды и номинации | Награды и номинации         | Награды и номинации | Награды и номинации |
| Год                 | Награда             | Категория                   | Номинант            | Результат           |
| ------------------- | ------------------- | --------------------------- | ------------------- | ------------------- |
| 2006                | Премия Айснера      | Лучшая новая серия          | All-Star Superman   | Победа              |
| 2007                | Премия Айснера      | Лучшая продолжающаяся серия | All-Star Superman   | Победа              |
| 2007                | Премия Харви        | Лучший писатель             | Грант Моррисон      | Номинация           |
| 2008                | Премия Харви        | Лучший писатель             | Грант Моррисон      | Номинация           |
| 2009                | Премия Айснера      | Лучшая продолжающаяся серия | All-Star Superman   | Победа              |
| 2009                | Премия Харви        | Лучший писатель             | Грант Моррисон      | Победа              |